# Gianluca Buonanno
Gianluca Buonanno, född 15 maj 1966 i Borgosesia i Vercelli i Piemonte, död 5 juni 2016 i Gorla Maggiore i Lombardiet, var en italiensk politiker. Han var ledamot av Europaparlamentet från 2014 fram till sin död. I juni 2015 gick han med i partigruppen Nationernas och friheternas Europa efter att först ha varit obunden. Under sin tid i Europaparlamentet fick han böter efter att ha varit iklädd en t-shirt föreställande Adolf Hitler och Angela Merkel. Han gjorde dessutom Hitlerhälsning medan Merkel var närvarande under en debatt.
Buonanno inledde sin politiska karriär i postfascistiska MSI och var därefter under en tid aktiv i Nationella alliansen som partiet hette efter att dess ledning ville bli av med den postfascistiska stämpeln. År 2002 anslöt han sig till Lega Nord. Han var ledamot av Italiens deputeradekammare 2008–2014 och därefter ledamot av Europaparlamentet. År 2016 omkom han i en bilolycka.